# Nagiso (Nagano)
Nagiso (japanisch: 南木曽町, -machi) ist eine Stadt in Kiso-gun in der Präfektur Nagano auf der japanischen Hauptinsel Honshū. Von allen kreisangehörigen Städten in der Präfektur Nagano ist sie diejenige mit der geringsten Bevölkerungszahl. Nagiso ist Mitglied im „Verband der schönsten Dörfer in Japan“ (Nihon de mottomo utsukushii mura rengō).

## Geographie
Nagiso liegt am südlichen Ende des Kisotals am Kiso. Auf einer Fläche von 215,96 km² leben 4.906 Menschen (Stand: 1. März 2010). Ungefähr 94 % des administrativen Stadtgebietes besteht aus bewaldetem Gebirge. Dieses Stadtgebiet hat eine Nord-Süd-Ausdehnung von 15 km und eine West-Ost-Ausdehnung von 20 km. Angrenzende Kommunen sind in der Präfektur Nagano die kreisfreie Stadt (shi) Iida und die Dörfer (mura) Achi und Ōkuwa sowie die kreisfreie Stadt Nakatsugawa in der Präfektur Gifu.

## Geschichte
Durch seine Lage am Nakasendō entstanden in der Edo-Zeit im Gebiet des heutigen Nagiso Poststationen mit Unterkunftsmöglichkeiten für Durchreisende. Seit der Meiji-Zeit gab es zunächst mehrere eigenständige kleine Kommunen auf dem Gebiet. Die Stadt Nagiso wurde schließlich am 1. Januar 1961 durch die Zusammenlegung der Dörfer Azuma und Tadachi gegründet. 

## Verkehr
Durch Nagiso führt die Chūō-Hauptlinie, deren Weststrecke von JR Central betrieben wird. Die Bahnhöfe Jūnikane, Nagiso und Tadachi befinden sich in Nagiso. Des Weiteren führen die Nationalstraßen 19 und 256 durch die Stadt.

## Bildungseinrichtungen
Die Stadt Nagiso betreibt eine Grund- und eine Mittelschule. Außerdem gibt es eine Oberschule, die von der Präfektur getragen wird.

## Städtepartnerschaften
Mit Nagakute im Inland wurde am 21. Oktober 2006 ein Austauschabkommen geschlossen.

## Sehenswürdigkeiten und Tourismus
In Nagiso gibt es mehrere Campingplätze und Thermalbäder (onsen). Des Weiteren befindet sich mit Tsumago eine der wenigen erhaltenen Poststationen aus der Edo-Zeit in Nagiso. Die Momosuke-Brücke ist Japans längste hölzerne Hängebrücke.

## Weblinks

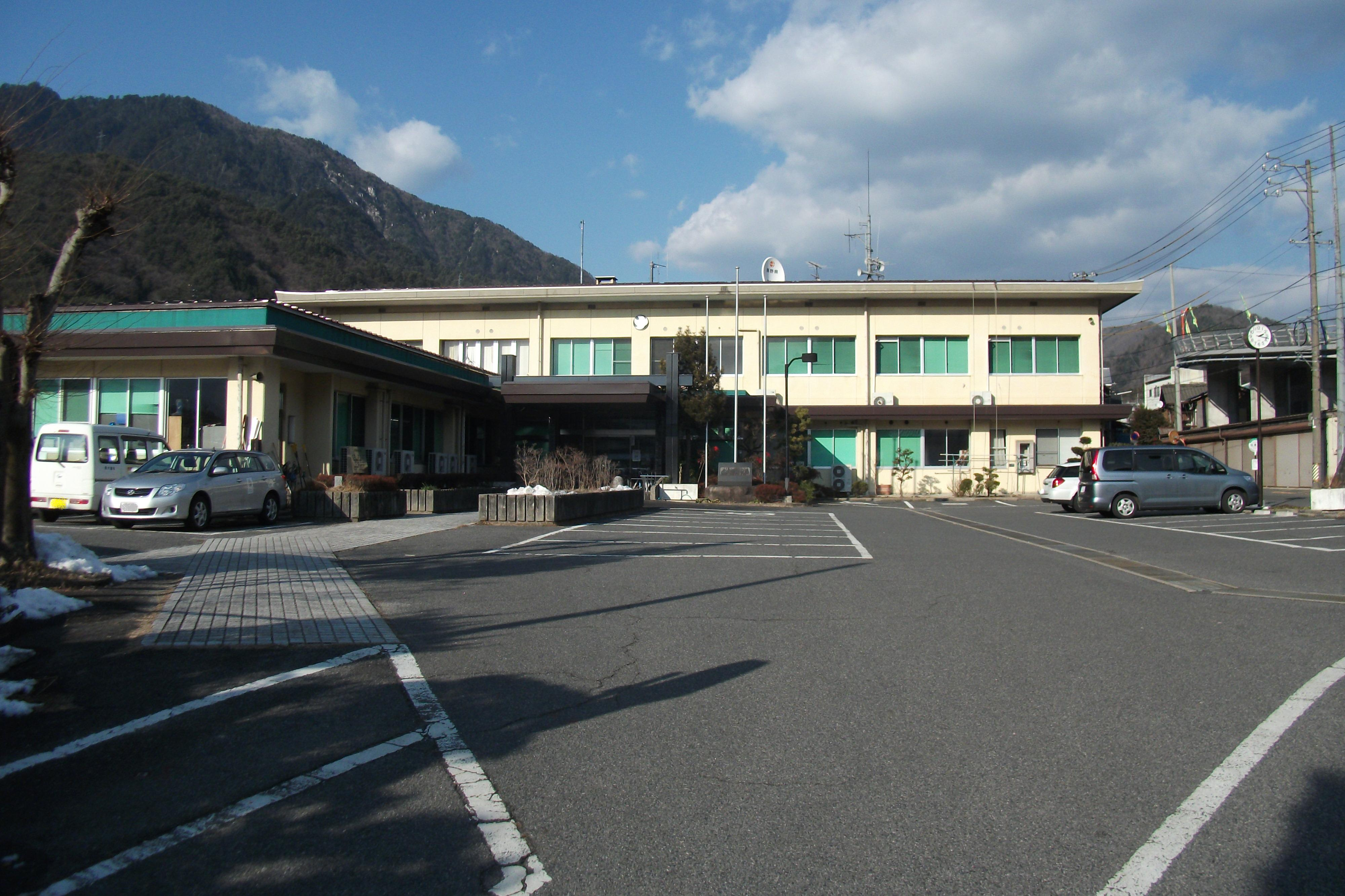
Rathaus